# Оаяс
Оая̀с (на италиански и на френски: Oyace, от 1929 до 1946 г. Oiasse, Оясе) е село и община в Северна Италия, автономен регион Вале д'Аоста. Разположено е на 1377 m надморска височина. Населението на общината е 225 души (към 2010 г.).